# Niko Kralj
Niko Kralj, slovenski arhitekt, univerzitetni profesor in industrijski oblikovalec, * 7. september 1920, Zavrh pri Trojanah, † 15. julij 2013, Ljubljana

## Življenje in delo
Niko Kralj se je rodil v Zavrhu pri Trojanah očetu Francu (1883-1937) in materi Genovefi Kralj, roj. Izlakar (1890-1942). Oče Franc Kralj je bil mizarski mojster ter rezbar cerkvenih kipcev, pa tudi župan na Trojanah. Na Trojanah je leta 1911 tudi ustanovil prvo gasilsko društvo. Kot vojak je preživel v vojski 8 let in v avstro-ogrski vojski dosegel čin častniškega namestnika, nazadnje je bil tudi Maistrov borec. Niko Kralj je obiskoval ljudsko šolo v Šentgotardu pri Trojanah. Po končani ljudski šoli se je vpisal na Škofijsko klasično gimnazijo v Šentvidu pri Ljubljani, ker je njegova stara mama želela, da bi postal duhovnik. Po nekaj letih pa je presedlal na realno gimnazijo na Vegovi ulici v Ljubljani. Zadnji 8. razred gimnazije je obiskoval na nemški gimnaziji v Senovem. Oba z bratom Cvetkom, ki se je šolal na srednji tehnični šoli, sta se v očetovi delavnici izučila mizarske stroke in opravila tudi pomočniški izpit iz mizarstva. Niko Kralj se je v gimnaziji dobro naučil latinščino, francoščino in nemščino, privatno pa se je učil tudi češkega jezika, kasneje pa se je naučil tudi angleščine.
Niko in Cvetko Kralj sta med 2. svetovno vojno domov pripeljala nekatere ilegalce, ki jih je preganjal Gestapo. Enega izmed domačinov, ki je vedel za to skrivnost, so med zasliševanjem mučili in od njega izvedeli za skrite ilegalce pri Kraljevih doma. Zato so Nemci aretirali mamo Genovefo Kralj in jo skupaj s hčerko Marinko, ki je šla po svoji odločitvi z njo, deportirali v koncentracijsko taborišče Auschwitz. Obe sta v taborišču umrli, najprej mama Genovefa, kasneje pa tudi Nikova sestra Marinka. Brata Cvetka so Nemci ustrelili kot talca, Niko pa je bil tudi poslan v razna taborišča, med drugim v taborišče Mauthausen. Tudi tretji Nikov brat Frančišek, najbolj nadarjen med brati Kralj, je umrl med 2. svetovno vojno zaradi slabega zdravja. Tako je Niko Kralj edini iz družine preživel 2. svetovno vojno. V letu 1945 je pobegnil iz taborišča in se pridružil partizanom na Koroškem, od koder je po koncu vojne s XIV. divizijo kot adjutant bataljona odšel v Sento v Vojvodini. Ker ga zaradi študija niso pustili iz vojske (hoteli so ga obdržati za oficirja), je od tam svojevoljno odšel in se potem po nekaj težavah leta 1946 vpisal na Univerzo v Ljubljani. Najprej na študij gradbeništva in šele čez eno leto se je vpisal na študij arhitekture. Za diplomsko delo s področja arhitekture je prejel študentsko Prešernovo nagrado.
Niko Kralj je bil poročen z Veroniko Živano Berenice Zupanič (1922-2016), hčerko slovenskega zgodovinarja, antropologa, etnologa in politika dr. Nika Zupaniča (1876-1961), ustanovitelja in prvega direktorja Etnografskega inštituta v Ljubljani (kasnejšega Slovenskega etnografskega muzeja) ter prvega profesorja etnologije na Univerzi v Ljubljani, pa tudi ministra v Pašićevi vladi. Veronika Zupanič Kralj je študirala medicino, kasneje pa je do rojstva hčerke učila klavir na nižji glasbeni šoli v Ljubljani. V zakonu Nika Kralja in Veronike Zupanič Kralj se je leta 1959 rodila hčerka Veronika, ki je postala slovenska fizičarka in redna profesorica za področje biofizike na Univerzi v Ljubljani. Niko Kralj je pokopan v Ljubljani na pokopališču na Viču.
Kralj se je po diplomi leta 1952 na Fakulteti za arhitekturo v Ljubljani zaposlil v tovarni pohištva Stol Kamnik na Duplici, kjer je ustanovil razvojni oddelek in biro za oblikovanje. V tovarni Stol je bil zaposlen do leta 1959. Leta 1960 je postal docent na Univerzi v Ljubljani, leta 1966 izredni in leta 1975 redni profesor na Fakulteti za arhitekturo, gradbeništvo in geodezijo Univerze v Ljubljani, na kateri je bil tudi en mandat dekan. Po povratku z dela v Izraelu je Niko Kralj na takratni Fakulteti za arhitekturo, gradbeništvo in geodezijo Univerze v Ljubljani ustanovil Inštitut za oblikovanje, ki ga je vodil do njegove upokojitve. Pri prof. Niku Kralju je diplomiralo okoli 220 diplomiranih inženirjev s področja industrijskega dizajna. Kot profesor oblikovanja je deloval tudi na Univerzi v Jeruzalemu ter Univerzi v Zagrebu, kjer je bil tudi mentor magistrantom in doktorandom.
Kralj je bil v petdesetih in šestdesetih letih 20. stoletja eden najvidnejših pohištvenih industrijskih oblikovalcev v Evropi in na Slovenskem. Od pomembnejših gostovanj v tujini Nika Kralja lahko omenimo njegovo 6-mesečno specializacijo na Švedskem v letu 1960 ter 6-mesečno študijsko potovanje po ZDA v letih 1964/1965 v okviru štipendije Fordove fondacije. Na študijskem potovanju po ZDA je bil Niko Kralj med drugim gost Richarda Buckminstra Fullerja, Charlesa in Ray Eames ter Ludwiga Mies van der Roheja.

## Industrijsko oblikovanje Nika Kralja
Profesor Niko Kralj je pionir in utemeljitelj slovenskega industrijskega oblikovanja s poudarkom na lesu. Kraljevo oblikovanje izhaja iz globokega zgodovinskega in družbenega poznavanja mesta in vloge forme. Profesor Erik Berglund iz Švedske je v švedskem dnevniku Dages Nyheter, po oceni Kraljevih stvaritev leta 1960 zapisal, da je Niko Kralj trenutno najboljši pohištveni oblikovalec v Evropi. Dodal je še da »če bi imela Slovenija pet Kraljev, bi postala oblikovalska velesila«. 
Niko Kralj je razstavljal na 94 razstavah doma in v tujini. Med drugim v Cantuju, Benetkah, Zürichu, Lausanni, Bernu, Parizu, Londonu, Bruslju, Varšavi, Budimpešti, Bukarešti, Sofiji, Tbilisiju, New Yorku, Oslu, Stockholmu, Kopenhagnu, Kölnu, Stuttgartu, Pragi, Tel Avivu, Baslu, Barceloni in Milanu. Na mednarodnih natečajih in razstavah je Niko Kralj prejel skupno 12 prvih nagrad, 17 zlatih medalj, dve prvi do drugi nagradi, 13 srebrnih medalj, 16 drugih nagrad, 5 tretjih nagrad, 6 bronastih medalj, 1 vijolično medaljo ter 6 častnih priznanj. Mnoga priznanja na mednarodnih razstavah in natečajih so Niku Kralju omogočila pridobitev mesta eksperta pri Združenih narodih. Tako je bil v letih 1966 in 1968/69 skupaj približno dve leti ekspert UNIDO na Inštitutu za oblikovanje v Tel Avivu v Izraelu, pa tudi profesor za oblikovanje na Univerzi v Jeruzalemu. V Izraelu je bil razvojni, programski in proizvodni svetovalec v mnogih tamkajšnjih industrijskih in obrtnih podjetjih. 
Na splošno in v stroki je najbolj znan njegov naslanjač Rex 120, oblikovan leta 1952 in izpeljava v zložljivi obliki stol Rex, oblikovan leta 1955, ki so ga serijsko izdelovali v tovarni Stol in je del stalne zbirke Muzeja moderne umetnosti v New Yorku. Stol Rex uvrščajo med svetovno pomembne dosežke na področju industrijskega oblikovanja, ki so ga kopirali tudi po svetu in se sedaj ponovno proizvaja. 

### Znana dela
Izdelke Nika Kralja je po njegovih modelih in patentih proizvajalo ali še proizvaja okoli 20 industrijskih podjetij doma in v tujini. Doma in v tujini je imel prijavljenih in/ali odobrenih 118 modelov (od tega za okoli 60 stolov) in patentov. Med njegovimi najbolj znanimi izdelki so:
- Stol Rex

- stol Lupina
- stol Mosquito
- stol 4455
- pohištveni sistem Savinja
- pohištveni sistem Futura

## Nagrade
Domače nagrade
- Red dela s srebrnim vencem, 1947.
- Prešernova nagrada za študente Univerze v Ljubljani za diplomsko delo "Razvoj sedežnega pohištva skozi čas", 1952
- Red dela z zlatim vencem za razvojno delo v industriji, 1957
- Prešernova nagrada za dosežke v industrijskem oblikovanju in arhitekturi, 1962
- Nagrada mesta Ljubljane za industrijsko oblikovanje, 1965
- Nagradi Sklada Borisa Kidriča za izume, 1975, 1977
- Red dela z rdečo zastavo, 1980
- Častni član Zveze društev inženirjev in tehnikov gozdarstva in lesarstva Slovenije, 1987
- Častni občan občine Lukovica, 1988
- Častni član Zveze društev oblikovalcev Jugoslavije, 1987
- Kidričeva nagrada za življenjsko delo za razvojno delo v industriji, 1984
- Jesenkova nagrada za življenjsko delo, 1996

Nekatere pomembnejše tuje nagrade
- I. nagrada na Evropskem natečaju za pohištvo Neue Gemeinschaft fuer Wohnkultur - Sozialwerk, Stuttgart, 1957
- dve I. nagradi in ena II. nagrada na Mostra Selettiva e Concorso Internationale del Mobile, Cantu (Italija), 1957
- srebrna medalja na Trienalu v Milanu (Italija), 1957
- srebrna in bronasta medalja na Mednarodni razstavi patentov, Bruselj (Belgija), 1960
- purpurna in srebrna medalja na Mednarodni razstavi patentov, Bruselj (Belgija), 1961
- I. nagrada na Mostra Selettiva e Concorso Internationale del Mobile, Cantu (Italija), 1963
- I. nagrada na Mostra Selettiva e Concorso Internationale del Mobile, Cantu (Italija), 1965
- II. nagrada na Mednarodnem natečaju za pohištvo, Barcelona (Španija), 1972
- zlata medalja na Trienalu v Milanu (Italija), 1973
- srebrna medalja na Razstavi izumov IENA, Nuernberg, 1973

## Galerija

### Družina
- Tomaž Kralj (1842-1940) in Marija Kralj, roj. Budna (1849-1931), stara starša Nika Kralja po očetovi strani.
- Genovefa Kralj, roj. Izlakar (1890-1942), mati Nika Kralja.
- Franc Kralj (1883-1937), župan na Trojanah pred 2. svetovno vojno, oče Nika Kralja.
- Veronika Zupanič Kralj (1922-2016), učiteljica klavirja, soproga Nika Kralja.

### Stoli
- Zložljivi stol “Indijanček” (leto 1957), avtor: Niko Kralj.
- Šolski stol (leto 1955), avtor: Niko Kralj.
- Načrti trdoelastičnega stola BIPED (1976), avtor: Niko Kralj.
- Klubski fotelj (leto 1960), avtor: Niko Kralj.